# Eske Brun
Eske Brun (* 25. Mai 1904 in Aalborg; † 11. Oktober 1987 in Søllerød) war ein dänischer Beamter, Jurist und Landsfoged in Grönland.

## Leben

### Familie und frühes Leben
Eske Brun war der Sohn des Politikers Charles Brun (1866–1919) und seiner Frau Rigmor Hansen (1875–1948). Die Familie Brun lässt sich auf Eskes Ururgroßvater Constantin Brun (1746–1836) zurückführen, der ursprünglich Danziger Abstammung aus Norddeutschland nach Dänemark einwanderte und dort als Kaufmann zu Reichtum gelangte. Er war verheiratet mit der deutschstämmigen Schriftstellerin Friederike Brun (1765–1835). Der Diplomat Constantin Brun (1860–1945) war ein Onkel und der Politiker Fritz Brun (1813–1888), der Bienenkundler Alexander Brun (1814–1893) sowie der Politiker Constantin Brun (1818–1903) Großonkel. Mütterlicherseits war er ein Enkel des Politikers Gustav Hansen (1843–1912) und ein Urenkel des Kaufmanns Andreas Nicolai Hansen (1798–1873). Über diese Linie war er ein Urgroßneffe des Bankdirektors und Politikers Hans Peter Hansen (1797–1861), ein Großneffe des Kaufmanns Alfred Hansen (1829–1893), des Kaufmanns und Politikers Harald Hansen (1835–1902) und des Anwalts und Politikers Octavius Hansen (1838–1903) sowie ein Neffe des Luftfahrtpioniers, Arztes, Diplomats und Sportlers Folmer Hansen (1872–1958), der mit der Tennisspielerin Amory Scheel (1887–1961) verheiratet war.
Eske Brun wurde in Aalborg geboren, aber nach dem Tod des Vaters 1919 zog die Familie nach Klampenborg nördlich von Kopenhagen. Er besuchte die Schule im angrenzenden Kopenhagener Vorort Ordrup, die er 1922 abschloss. Anschließend begann er ein Jurastudium, das er 1929 als cand.jur. beendete. Während des Studiums war er in einer Studentenvereinigung aktiv. Zudem bewarb er sich 1924 erfolglos um die Teilnahme an Ejnar Mikkelsens Expedition, bei der die Kolonie Scoresbysund in Ittoqqortoormiit angelegt wurde. Nach Ende des Studiums wurde er 1929 als Sekretär im Steuerdepartement angestellt.

### Zeit als kommissarischer Landsfoged
1932 bewarb er sich als Nachfolger von Knud Oldendow um das Amt des Landsfogeds von Südgrönland, musste sich aber Aksel Svane geschlagen geben. Als der Landsfoged von Nordgrönland Philip Rosendahl jedoch im selben Jahr Heimaturlaub erhielt, wurde Eske Brun bis 1933 als sein Stellvertreter eingesetzt. Anschließend kehrte er nach Dänemark zurück. 1934 verließ er das Steuerdepartement und wurde bei Grønlands Styrelse angestellt. Noch im selben Jahr erhielt auch Aksel Svane Heimaturlaub und Eske Brun vertrat ihn von 1934 bis 1935 als Landsfoged von Südgrönland und zog anschließend direkt wieder nach Nordgrönland, wo Rosendahl erneut für ein Jahr beurlaubt worden war.
Am 17. September 1937 heiratete Eske Brun in Kopenhagen Ingrid Winkel (1911–2011), Tochter des Juristen Adolf Winkel (1875–1915) und seiner Frau Inger Bülow (1887–1969), die aus einer dänischen Linie derer von Bülow stammte. Aus der Ehe gingen die drei Kinder Johan Constantin (* 1938), Christian (* 1940) und Ida (* 1942) hervor. Nach seiner Rückkehr nach Dänemark wurde er 1937 befördert und vertrat den nach dem Tod von Jens Daugaard-Jensen seit 1938 amtierenden Direktor Knud Oldendow, während dieser sich auf Inspektionsreise befand. Er hatte ihn als seinen Nachfolger auserkoren.

### Zeit als Landsfoged im Zweiten Weltkrieg
1939 wurde Eske Brun schließlich als Nachfolger von Philip Rosendahl zum Landsfoged von Nordgrönland ernannt, da dieser den zuvor von Knud Oldendow besetzten Platz als Bürochef von Grønlands Styrelse übernommen hatte.
Als Dänemark am 9. April 1940 vom Deutschen Reich besetzt wurde, verlor das Land die Kontrolle über seine Kolonie Grönland. Gemäß dem Gesetz zu Grønlands Styrelse von 1925 konnten die beiden Landsfogeder im Ausnahmefall die Kontrolle über Grönland übernehmen, was somit geschah und von den Vereinigten Staaten, Kanada und dem dänischen Gesandten in den USA Henrik Kauffmann anerkannt wurde. Auch wenn offiziell Eske Brun und Aksel Svane die Kontrolle übernommen hatten und sich mit Grønlands Landsråd abzustimmen versuchten, war de facto Henrik Kauffmann zu diesem Zeitpunkt der bedeutendste Entscheidungsträger. Er zwang beiden im April 1941 die Genehmigung eines Verteidigungsabkommens auf, durch das die USA auf unbestimmte Zeit Militärbasen in Grönland betreiben durften. Eine der wichtigsten Aufgaben war während des Kriegs die Sicherung des Kryolithabbaus in Ivittuut, wofür die beiden Landsfogeder und der Minenleiter einen Rat bildeten. Nachdem Aksel Svane im Frühjahr 1941 in die USA reiste, war Eske Brun alleiniger Landsfoged über sowohl Nord- als auch Südgrönland. Die beiden Landsfogeder hatten ein schwieriges Verhältnis zu Kauffmann, der ihnen die Autorität untergrub, aber auch untereinander war das Verhältnis angespannt, sodass die Abwesenheit Svanes vermutlich eine Erleichterung war.

### Nachkriegszeit und Zeit als Direktor und Departmentschef
Während des Kriegs erlebte die grönländische Bevölkerung durch den US-amerikanischen Einfluss einen spontanen Kontakt mit moderner westlicher Kultur, der den Wunsch nach einer bisher von dänischer Seite abgelehnten raschen Modernisierung weckte. Eske Brun hatte das Interesse die bisherige langsame Modernisierungspolitik seiner Vorgänger fortzusetzen. Nach Kriegsende kehrte er nach Dänemark zurück. 1946 wurden Verhandlungen im Grönlandausschuss mit externen Verhandlungspartnern durchgeführt, um die Zukunft Grönlands zu thematisieren. Auch hier sprach Eske Brun sich gegen die von den grönländischen Mitgliedern geforderten Reformen aus.
1947 änderte sich seine Meinung jedoch. Er stieg zum Vizedirektor von Grønlands Styrelse auf und forderte nun im Gegensatz zu Direktor Knud Oldendow, der großer Kritik ausgesetzt war, eine Kommission, um Grönland zu modernisieren. Es ist davon auszugehen, dass Brun auch zuvor auf Seiten der grönländischen Bevölkerung stand, aber aus Loyalität zu seinem Vorgesetzten sich diesem anschloss, um sich dessen Nachfolge zu sichern, und erst seine wahren Interessen äußerte, als sich diese zur Mehrheitsmeinung wandelten. 1948 wurde schließlich die Grønlandskommission gegründet, der auch Eske Brun angehörte.
1949 ging Knud Oldendow in den Ruhestand und Eske Brun wurde neuer Direktor. 1950 schloss die Kommission ihre Arbeit ab und die G50-Politik wurde eingeführt, durch die Grönland nun radikal modernisiert werden sollte. Damit wurde auch Grønlands Styrelse aufgelöst und in das Grønlandsdepartement unterhalb des Staatsministeriums umgewandelt, aus dem 1955 das selbstständige Grønlandsministeriet wurde. Eske Brun war in beiden Departementschef. Zehn Jahre nach Einführung der G50-Politik sollte dieser die G60-Politik nachfolgen, zu welchem Zweck 1960 der Grønlandsudvalg gegründet wurde, dem Eske Brun als Departementschef erneut angehörte. Der Ausschuss schloss 1964 seine Arbeit ab. Eske Brun war jedoch mit dem Beschluss, dass die Grönländer weniger als ihre dänischen Kollegen verdienen sollten, so uneins, dass er noch im selben Jahr zurücktrat.

### Ehrenämter und Auszeichnungen
Eske Brun hatte mehrere Ehrenämter inne. Ab 1949 war er Vizevorsitzender der Kommission für Wissenschaftliche Untersuchungen in Grönland und ab 1964 Vorsitzender. Von 1954 bis 1975 saß er im Aufsichtsrat des Arktisk Institut, ebenso war er Mitglied des Arctic Institute of North America. 1965 wurde er zum Ehrenmitglied der Grönländischen Gesellschaft ernannt.
Eske Brun wurde 1947 zum Ritter des Dannebrogordens ernannt. 1950 wurde er Dannebrogmand. 1955 wurde er Kommandeur und 1963 Kommandeur 1. Grades. Außerdem war er Kommandeur des norwegischen Sankt-Olav-Ordens.
1985 veröffentlichte er seine Autobiografie Mit Grønlandsliv („Mein Grönlandleben“). Eske Brun starb 1987 im Alter von 83 Jahren und wurde auf dem Friedhof in Humlebæk beigesetzt, wo er neben seiner Frau begraben liegt, die erst 2011 im Alter von 99 Jahren starb.